# Rio da Prata
O rio da Prata é o estuário criado pelo deságue das águas dos rios Paraná e Uruguai e do oceano, formando sobre a costa atlântica da América do Sul uma muesca triangular de 290 quilômetros de largura. A bacia hidrográfica combinada do rio da Prata e seus afluentes (os rios Lujan, Matanza, Samborombón e Salado do Sul) possui uma superfície de aproximadamente 3 200 000 km².
Corre de noroeste a sudeste e mede dois quilômetros de largura no ponto que se toma como origem. No ponto onde as águas deixam de ser doces e se convertem no oceano Atlântico sua largura é de 219 quilômetros. O limite exterior do rio da Prata está determinado pela linha imaginária que une Punta del Este (República Oriental do Uruguai) com Punta Rasa no extremo norte do Cabo San Antonio (República Argentina).
O estuário do rio da Prata foi também palco de muitos conflitos entre as nações fronteiriças a ele. A livre navegação do rio era o objetivo do Império do Brasil e do Uruguai, contrariando os interesses das Províncias Unidas do Rio da Prata (atual Argentina) e do Paraguai. Isso gerou diversos conflitos entre os estados após sua independência. Para o Brasil, significaria bloquear suas comunicações com a Província de Mato Grosso e um perigo às suas fronteiras. Esses conflitos culminaram na maior guerra da América do Sul e da América Latina pelo números de soldados mobilizados, pelos armamentos, pelos mortos e duração da guera, a Guerra do Paraguai.

## Origem da denominação
O nome refere-se à lendária Sierra de Plata ("Serra de Prata"), que foi procurada por Aleixo Garcia, Sebastião Caboto e outros que subiram os rios da Prata, Paraná, Paraguai e Uruguai e que realizaram expedições terrestres até o Chaco e Chiquitos. É possível que a tal Sierra de Plata tenha sido uma evocação remota ao Cerro Rico de Potosí que os indígenas transmitiam boca a boca, ou que tal informação seja uma referência ao império dos incas no Peru. Em 1525, Sebastião Caboto encontrou alguns índios que acompanhavam Aleixo Garcia: eles carregavam prata que obtiveram em sua expedição. Caboto, então, inferiu que, naquela zona, havia muita prata; desde então, organizaram-se expedições ao "rio da Prata". O rio, ou estuário, acabou por denominar a atual Argentina, a partir do nome latino da prata: argentum.
Os primeiros Europeus a exploraram este rio foram os Portugueses João de Lisboa na companhia de Estevão Fróis  e o castelhano Juan Díaz de Solís que foi morto e comido lá pelos nativos.

## Regiões geográficas
Fisicamente o rio da Prata se divide em três regiões geográficas:
- Zona Interior, desde Punta Gorda até a linha Colônia - La Plata, que se caracteriza por um substrato de areia fina, limo e argila ;
- Zona Média, desde a linha Colônia - La Plata até a linha Montevidéu - Punta Piedras, onde se evidencia a influência marinha por uma maior importância das marés;
- Zona Exterior, desde a linha Montevidéu - Punta Piedras até o limite exterior, onde as águas já são salobras, com uma salinidade variada.

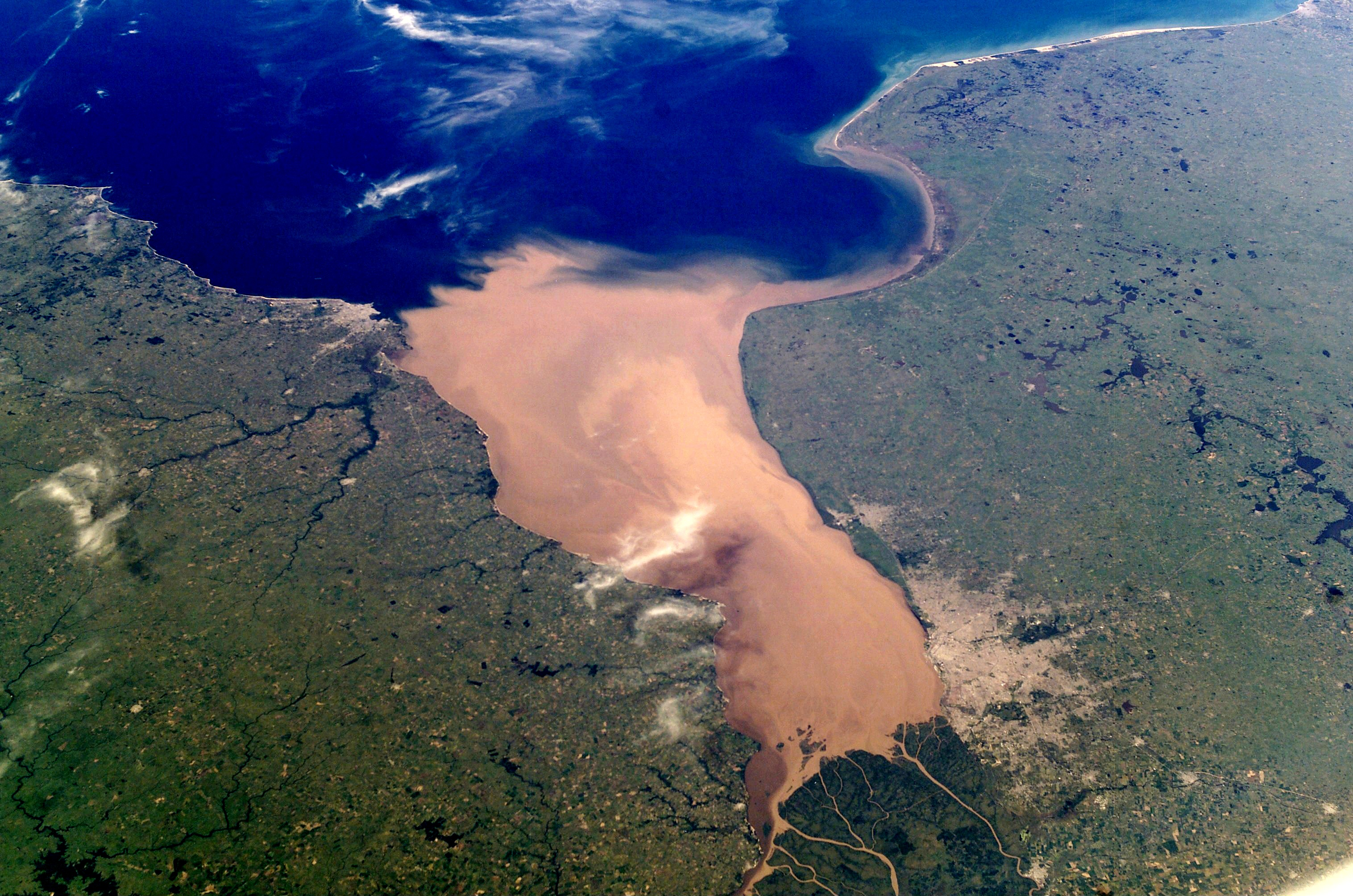
Foto do rio desde a EEI

Quanto às costas do rio, estas apresentam características muito diversas. A costa uruguaia pertence à formação geológica do maciço de Brasília, com costas altas e praias de areia rodeadas de dunas separadas por cabos rochosos. A costa argentina corresponde à bacia sedimentar de la Pampa, formada por platôs de limo que alternam com planícies barrosas e pantanosas.
A cada ano chegam 57 milhões de metros cúbicos de sedimentos que, provenientes das províncias do norte da Argentina e dos estados da região Sul do Brasil, são arrastados ao estuário. O canal do rio está dominado pela presença de extensos bancos de baixa profundidade que dificultam a navegação com embarcações de calado, que deve ser feito seguindo diversos canais naturais e artificiais, muitos dos quais, em especial a rota que comunica Buenos Aires com o oceano Atlântico, são objeto de constante dragagem para evitar a acumulação de sedimentos e mantê-los abertos à navegação. Os principais bancos são Ortiz, Arquímedes, Inglés e Rouen.

## Martín García
A morfologia da área específica de Martín García caracteriza-se por uma elevação fluvial atravessada por canais e composta por sedimentos cinza-marrom, arenosos no norte, areias limosas e limos arenosos no sul e limos argilosos (lodos) na margem argentina. O delta sofre um contínuo avanço de 15 metros por ano, produzindo uma diminuição das profundidades do leito com a formação de bancos que logo se transformam em ilhas. Esse processo está presente e muito ativo na zona cercana à Ilha Martín García que é de núcleo rochoso, com o crescimento da Ilha de Timoteo Domínguez e dos bancos como o de Santa Ana e do Medio.
É parte do limite entre Argentina e Uruguai. A costa uruguaia é, em geral, alta, apresentando praias arenosas. Os principais afluentes pela costa uruguaia são os rios San Juan, Rosario, Santa Lucía e Solís. A costa argentina é em geral baixa, formada por limos, sendo abundantes os camalotes e juncais. Nela se destaca a Baía de Samborombón, cuja costa possui 180 km de longitude. Nesta baía desembocam vários cursos de água, muitas vezes canalizados, sendo os principais os rios Samborombón e Salado. 
Os principais portos são o de Buenos Aires, no sudoeste, e o de Montevidéu, a noroeste.